# Вацлав Недоманський
Вацлав Недоманський (словац. Václav Nedomanský; нар. 14 березня 1944, Годонін, Протекторат Богемії і Моравії) — чехословацький хокеїст (амплуа — центральний нападник), потім хокейний тренер.
Лідер збірної Чехословаччини та братиславського «Слована» часів «соціалістичної» диктатури. Чемпіон світу 1972 року. На знак протесту проти окупації радянськіми військами Чехословаччини в липні 1968 носив номер '68.
Перший хокеїст, якому вдалося втекти через  Залізну завісу (в 1974 через Швейцарію до Канади) і продовжити там спортивну кар'єру. Грав за клуби Всесвітньої хокейної асоціації і Національної хокейної ліги.

## «Слован»
В чемпіонаті Чехословаччини грав за клуб «Слован» (Братислава). За дванадцять сезонів провів 419 ігор та забив 349 голів. Чотири рази здобував титул найкращого бомбардира ліги: 1967 (60 очок), 1971 (55), 1972 (56) та 1974 (74). Тричі забивав найбільше голів за чемпіонат: 1967 (40), 1972 (31), 1974(46). В сезоні 1973/74 встановив рекорди результативності чехословацької хокейної ліги за кількістю закинутих шайб та набраних очок.

## Виступи у збірній
У національній збірній грав з 1965 по 1974 рік. Був учасником двох Олімпіад (1968, 1972). У Греноблі здобув срібну нагороду, а через чотири року в Саппоро — бронзову.
Після празької весни 1968 року найпринциповішими вважав ігри з радянською збірною. У багатьох матчах цього протистояння відзначався забитими голами. За його участю часто виникали конфліктні ситуації з гравцями та тренерами збірної СРСР.
Брав участь у десяти чемпіонатах світу та Європи (1965–1974). Чемпіон світу 1972; другий призер 1965, 1966, 1968, 1971, 1974; третій призер 1969, 1970, 1973. На чемпіонатах Європи — дві золоті (1971, 1972), чотири срібні (1965, 1966, 1968, 1974) та чотири бронзові нагороди (1967, 1969, 1970, 1973).
Тричі обирався до символічної збірної на чемпіонатах світу (1969, 1970, 1974). В 1974 році був визнаний найкращим нападником турніру. Найвлучніший гравець чемпіонату 1974 (10 голів). На восьми міжнародних турнірах найвищого рангу найкращий снайпер національної збірної (1968–1974). На чемпіонатах світу та Олімпійських іграх провів 92 матчі (78 закинутих шайб). Найкращий снайпер в історії чехословацької збірної — 163 голи в 220 іграх.

## Всесвітня хокейна асоціація
У 1974 та Вацлав Недоманський та гравець «Дукли» Ріхард Фарда, першими з хокеїстів країн Варшавського договору, втекли до Північної Америки. Заокеанську кар'єру розпочав у команді Всесвітньої хокейної асоціації «Торонто Торос». За цей клуб, до речі, грав легендарний Френк Маховлич. Найкращий бомбардир клубу в регулярному чемпіонаті 1975/76 98 очок (56 голів + 42 результативні передачі). По завершенні цього сезону команда переїжджає до Алабами та змінює назву на «Бірмінгем Буллз». Всього в ВХА провів 252 гри, набрав 253 очки (135 голів + 118 результативних передач) та отримав 43 штрафних хвилини. У 1976 році отримав трофей Пола Дено (найкращий джентльмен ліги) та брав участь у матчі всіх зірок ВХА.

## Національна хокейна ліга
У 1977 році переходить до «Детройт Ред-Вінгс». Не зважаючи на те, що з роками його результативність знизилась, протягом усіх п'яти сезонів був гравцем основного складу команди. Останній чемпіонат провів у складі двох команд: «Сент-Луїс Блюз» та «Нью-Йорк Рейнджерс» (1982/83). Всього в НХЛ провів 421 матч, набрав 278 очок (122 голи + 156 результативних передач) та отримав 88 штрафних хвилин.

## Клуб хокейних снайперів
У Чехословаччині (а потім у Чехії) існує «Клуб хокейних снайперів», заснований газетою «Спорт». До нього зараховуються хокеїсти, які в чемпіонатах Чехословаччини та Чехії, а також у складах національних збірних цих країн закинули 250 шайб. Вацлав Недоманський (532 голи) у цьому списку посідає третє місце. Попереду лише Мілан Новий (594 голи) та Владімір Ружичка (543).
З врахуванням закинутих шайб у ВХА та НХЛ має найкращу результативність серед чехословацьких хокеїстів — 795 голів.

## Тренерська діяльність
На посаді головного тренера очолював німецький «Швеннінген» та австрійський «Інсбрук». Як скаут співпрацював з багатьма хокеїстами. Серед них відомі російські гравці Павло Дацюк, Ілля Ковальчук та Олександр Фролов.

## Нагороди та досягнення

### Командні
| Нагороди         | Команда        | Кіл. | Роки                         |
| ---------------- | -------------- | ---- | ---------------------------- |
| Олімпійські ігри |                |      |                              |
| Срібло           | Чехословаччина | 1    | 1968                         |
| Бронза           | Чехословаччина | 1    | 1972                         |
| Чемпіонат світу  |                |      |                              |
| Золото           | Чехословаччина | 1    | 1972                         |
| Срібло           | Чехословаччина | 5    | 1965, 1966, 1968, 1971, 1974 |
| Бронза           | Чехословаччина | 3    | 1969, 1970, 1973             |
| Чемпіонат Європи |                |      |                              |
| Золото           | Чехословаччина | 2    | 1971, 1972                   |
| Срібло           | Чехословаччина | 4    | 1965, 1966, 1968, 1974       |
| Бронза           | Чехословаччина | 4    | 1967, 1969, 1970, 1973       |

### Особисті
| Нагороди                                      | Кіл. | Роки                   |
| --------------------------------------------- | ---- | ---------------------- |
| Найкращий нападник чемпіонату світу           | 1    | 1974                   |
| Символічна збірна чемпіонату світу            | 3    | 1969, 1970, 1974       |
| Найкращий снайпер чемпіонату світу            | 1    | 1974                   |
| Найкращий снайпер збірної Чехословаччини      | -    | 163 голи               |
| Найкращий бомбардир чемпіонату Чехословаччини | 4    | 1967, 1971, 1972, 1974 |
| Найкращий снайпер чемпіонату Чехословаччини   | 3    | 1967, 1972, 1974       |
| Трофей Пола Дено (ВХА)                        | 1    | 1976                   |
| Член зали слави ІІХФ                          | -    | 1997                   |

З 1997 року член зали слави ІІХФ, з 2002 — зали слави словацького хокею, а з 2004 — зали слави чеського хокею.

## Статистика
| Клуб                    | Роки                    | Регулярний чемпіонат | Регулярний чемпіонат | Плей-офф | Плей-офф | Всього | Всього |
| Клуб                    | Роки                    | Ігри                 | Голи                 | Ігри     | Голи     | Ігри   | Голи   |
| ----------------------- | ----------------------- | -------------------- | -------------------- | -------- | -------- | ------ | ------ |
| «Слован» (Братислава)   | 1962-1974               | 419                  | 349                  | -        | -        | 419    | 349    |
| Всього в Чехословаччині | Всього в Чехословаччині | 419                  | 349                  | 0        | 0        | 419    | 349    |
| «Торонто Торос»         | 1974-1976               | 159                  | 97                   | 6        | 3        | 165    | 100    |
| «Бірмінгем Буллз»       | 1976-1978               | 93                   | 38                   | -        | -        | 93     | 38     |
| Всього в ВХА            | Всього в ВХА            | 252                  | 135                  | 6        | 3        | 258    | 138    |
| «Детройт Ред-Вінгс»     | 1977-1982               | 364                  | 108                  | 7        | 3        | 371    | 111    |
| «Сент-Луїс Блюз»        | 1982-1983               | 22                   | 2                    | -        | -        | 22     | 2      |
| «Нью-Йорк Рейнджерс»    | 1982-1983               | 35                   | 12                   | -        | -        | 35     | 12     |
| Всього в НХЛ            | Всього в НХЛ            | 421                  | 122                  | 7        | 3        | 428    | 125    |
| Всього за кар'єру       | Всього за кар'єру       | 1092                 | 606                  | 13       | 6        | 1105   | 612    |